# Muzeum Polskiej Motoryzacji XX wieku w Busku-Zdroju
Muzeum Polskiej Motoryzacji XX wieku „Polska na Kołach” w Busku-Zdroju (w organizacji) położone we wsi Podgaje (powiat buski) zostało utworzone w lutym 2013 roku na bazie budowanej od końca XX wieku kolekcji polskich pojazdów zabytkowych. Muzeum "Polska na kołach" jest pierwszą i jak dotąd jedyną w kraju uznaną przez Ministerstwo Kultury i Opieki Nad Zabytkami placówką muzealną, która gromadzi pojazdy wyłącznie rodzimej produkcji. 
Obecnie w zbiorach muzeum znajduje się ponad 120 pojazdów mechanicznych, z których spora część do czasów współczesnych zachowała się w liczbie od jednego do kilkunastu egzemplarzy. Dużą część zbiorów stanowią polskie samochody ciężarowe oraz autobusy.